# Deer Lake Regional Airport
Deer Lake Regional Airport (IATA: YDF, ICAO: CYDF) is een luchthaven in Newfoundland en Labrador, de oostelijkste provincie van Canada. Ze bevindt zich in de gemeente Deer Lake en is met 300.000 jaarlijkse passagiers de belangrijkste luchthaven van West-Newfoundland.
Het vliegveld heeft één landingsbaan die bestaat uit een asfaltoppervlak en een lengte van 2.440 m heeft. Het is een publieke luchthaven die uitgebaat wordt door de Deer Lake Regional Airport Authority.

## Bestemmingen
Onderstaande tabel geeft de passagiersvliegroutes van en naar de luchthaven weer anno 2024.
| Maatschappij       | Bestemmingen                                                                        |
| ------------------ | ----------------------------------------------------------------------------------- |
| Air Canada Express | Halifax, Montréal-Trudeau, Toronto-Pearson                                          |
| Air Canada Rouge   | Toronto-Pearson                                                                     |
| Flair Airlines     | Seizoensgebonden: Waterloo, Toronto-Pearson                                         |
| PAL Airlines       | Gander, Goose Bay, Lourdes-de-Blanc-Sablon, Moncton, St. Antony, St. John's, Wabush |
| Porter Airlines    | Seizoensgebonden: Halifax                                                           |
| Sunwing Airlines   | Seizoensgebonden: Varadero                                                          |
| WestJet            | Seizoensgebonden: Calgary, Toronto-Pearson                                          |

## Vliegtuigongeluk 2025
Op 26 juli 2025 stortte een Piper PA-31 Navajo van de firma Kisik Geospatial and Aerial Survey neer te Deer Lake, vrijwel onmiddellijk na opstijgen vanaf de luchthaven. De twee inzittenden van het vliegtuig – de piloot en een passagier – kwamen daarbij om het leven.

## Galerij

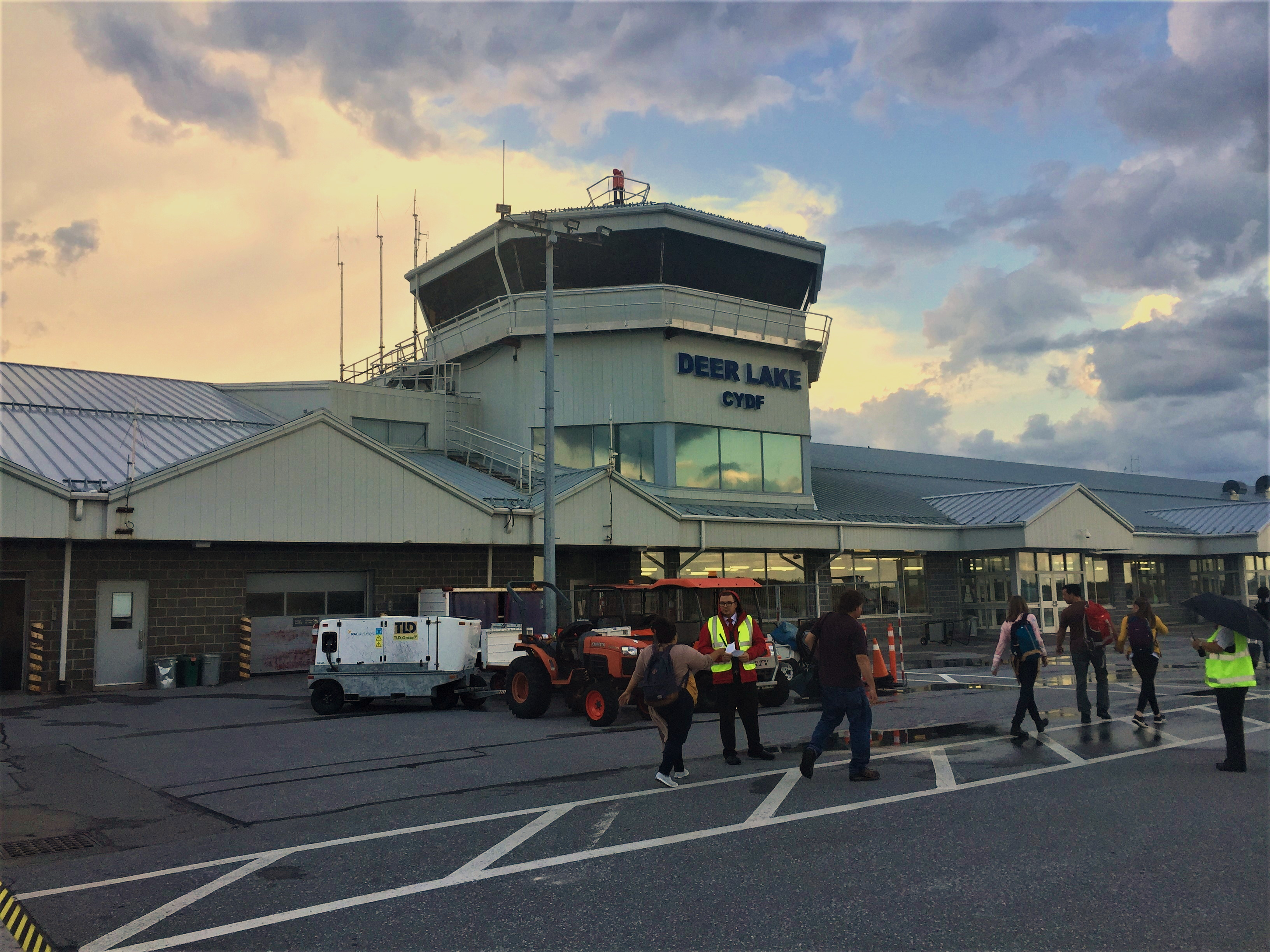
Het luchthavengebouw
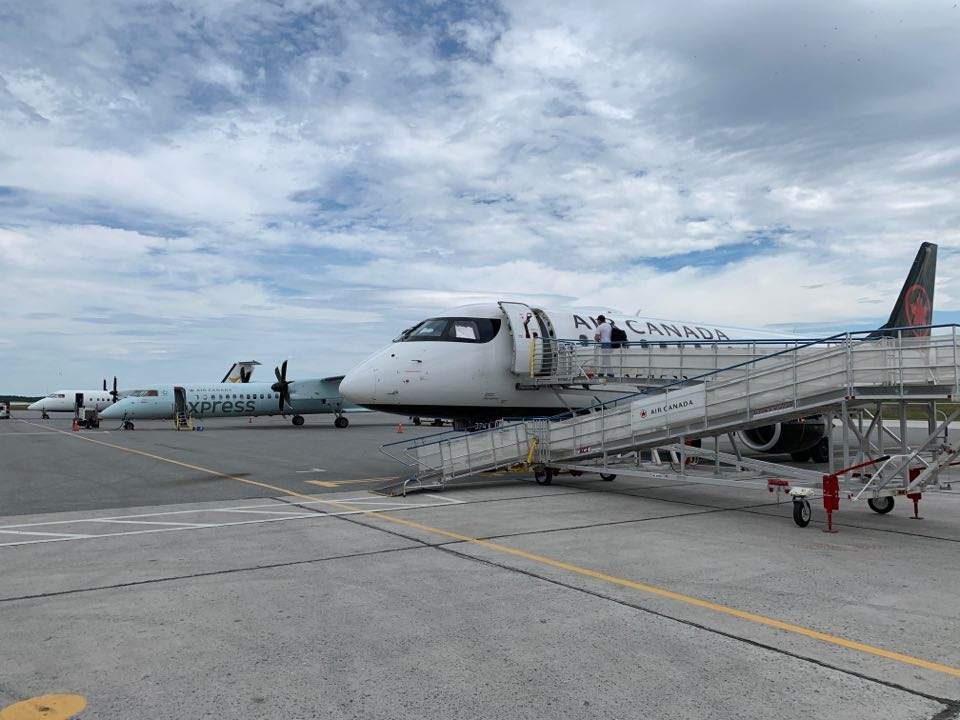
Passagiers stappen in een Air Canada Express-vliegtuig
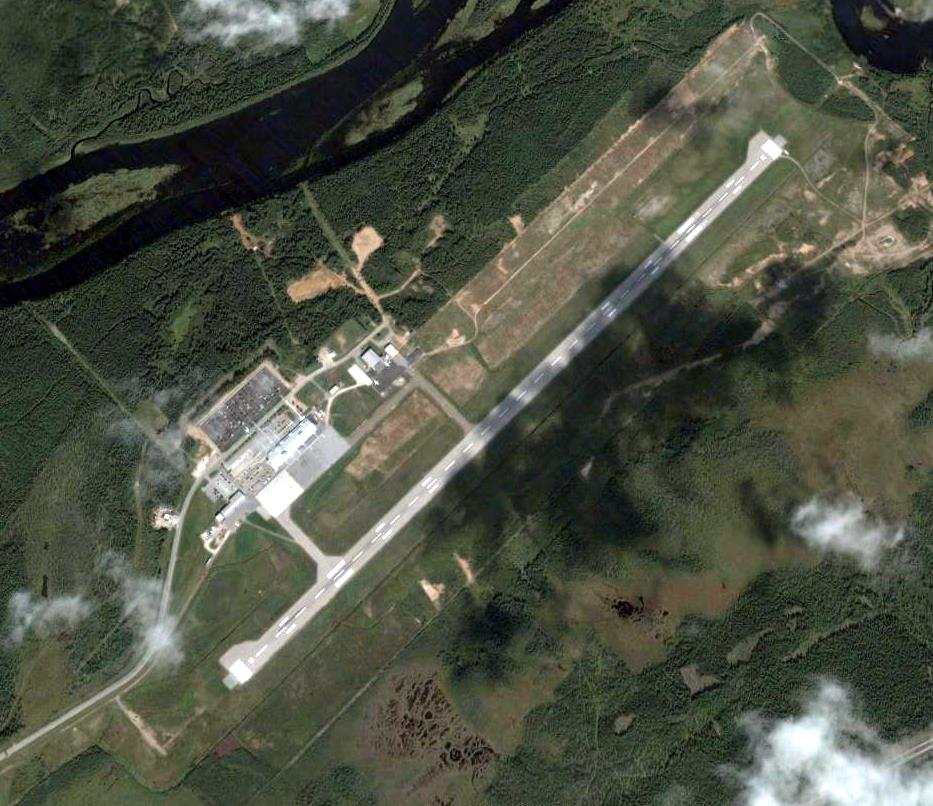
Satellietbeeld